# Paleoszibériai nyelvek
A paleoszibériai nyelvek a természetes nyelvek nem genetikus, hanem etno-geográfia alapú csoportja, amelyeket Szibériában beszélnek.
Az ide sorolt nyelvek:
- Luoravetl nyelvek
  - csukcs
  - korják
  - kamcsadál/itelmen
  - aljutor
  - kerek
- Jenyiszeji nyelvek
  - ket
  - jug
  - kot (kihalt)
  - arin (kihalt)
  - asszán (kihalt)
  - pumpokol (kihalt)
- Jukagir nyelvek
  - tundrai jukagir
  - kolimai jukagir
- gilják/nyivh

Oroszországi etnográfusok és nyelvészek elméletei szerint a fenti négy nyelvcsoport között bizonyos rokonságot feltételeznek. Egyes nyelvészek az eszkimó-aleut nyelvcsaládot is a paleoszibériai nyelvek közé sorolják.

## Forrás
- A világ nyelvei. Fodor István főszerk. Budapest: Akadémiai Kiadó. 1999.   1160–1163. o. ISBN 9630575973